# Харатас
Харатас — горный хребет в Кузнецком Алатау, в западной части Усть-Абаканского района Республики Хакасия. 
Протяжённость 35 км с юго-запада на северо-восток. Харатас ответвляется от основного хребта Кузнецкого Алатау в районе горы Верхний Зуб и является водоразделом рек Харатас и Белый Июс. Абсолютные высоты возрастают с севера на юг, от 1200 до 2211 м (г. Старая Крепость). Южный участок представлен пенепленезированным расчленённым высокогорьем (1700—2000 м) с господством тундровых ландшафтов и фрагментами субальпийских лугов и редколесий на тундровых торфянистых и горно-луговых почвах. Средний участок (1400—1700 м) — крутосклонное среднегорье, глубокорасчленённое, с темнохвойными лесами. Северная часть (800—1400 м) — крутосклонное сильно- и среднерасчлененное увалистое пенепленизированное низкогорье, с кедрово-пихтово-еловыми и сосново-лиственничными лесами на склонах.